# Sloup se sochou Panny Marie Bolestné (Police nad Metují)
Sloup se sochou Panny Marie Bolestné je mariánský sloup na Masarykově náměstí v Polici nad Metují. Byl postaven v roce 1707 broumovským opatem Otmarem Zinke. Dílo bylo vytvořeno "pražským sochařem", téměř jistě Janem Brokoffem a jeho dílnou. Sloup je zapsán v seznamu kulturních památek České republiky.

## Historie
Sloup byl postaven uprostřed polického náměstí. Na tomto místě stál před tím údajně Selenderův sloup. Podle Václava Vladivoje Tomka o tomto umístění existuje svědectví Mariánského bratrstva Polického nicméně další soudobé zdroje to nepotvrzují. Selenderův sloup byl pak přemístěn před klášterní Kostel Nanebevzetí Panny Marie, kde stojí dodnes.
Iniciátorem stavby bylo pravděpodobně Mariánské Bratrstvo sedmibolestné Matky Boží v Polici nad Metují.
Tvůrcem sloupu je s největší pravděpodobností Jan Brokoff spolu se svým synem Michalem Josefem Brokoffem a dalšími členy Brokoffovy dílny. Tato skutečnost není nikde výslovně uvedena, ale Brokoffovu autorství napovídá řada skutečností: Ve stejnou dobu prováděl Brokoff práce pro broumovský klášter. Existuje nepodepsaný účet za Brokoffovy práce pro broumovský klášter, kde je uvedeno: Item socha Panny Marie v Polici 30 tolarů, což činí 45 zl. Hlavice stojí stejně jako socha, požaduji však jen 20 zl.
Práce na soše Panny Marie začaly v roce 1706. Práce na sloupu byly zahájeny 11. srpna 1707. Místo pro sloup bylo vysvěceno 2. září 1707 superiorem Prokopem Jaškem. Sloup byl vztyčen 27. září 1707. Vysvěcen byl o rok později, dne 9. září 1708 opatem Otmarem Zinke.
V roce 1813 probíhaly oslavy 600 let založení polického kláštera. Při této příležitosti byl sloup ozdoben doplňující stafáží dřevěných sloupů se sochami andílků, která byla zobrazena v rukopisu Šestá stoletní památka neb založení kláštera a kostela polického, léta Páně 1813 za velebného pána pana faráře Filippa Wolfa držaná
První větší zaznamenaná oprava proběhla v roce 1867 při příležitosti misie dne 8. září 1867. Opravy provedl Antonín Pátý z Úpice. Při této příležitosti byl šat sochy Panny Marie natřen bílou barvou a opatřen zlatým lemováním, sloup byl nabarven, kovové části byly pozlaceny.
Další oprava sloupu proběhla v roce 1924 nákladem P. Celestina. O kvalitě této opravy proběhla korespondence mezi malířem Josefem Vítkem a Státním památkovým úřadem.
Další oprava údajně proběhla v roce 1938, neexistuje ale o ní žádný písemný doklad.
Restaurace sloupu proběhla v roce 1977. Práce začaly 6. června 1977 a byly dokončeny v srpnu 1977. Restaurační práce provedl akademický sochař František Bartoš. Proti jeho způsobu práce byly vzneseny odborné námitky.
U sloupu proběhla řada slavností:
- dne 13. července 1766 zde proběhla oslava stého výročí založení Mariánského bratrstva v Polici nad Metují,
- dne 12. června 1870 - svěcení sokolského praporu opatem Janem N. Rotterem,
- dne 13. července 1897 - polní mše při příležitosti vysvěcení pomníku vojenských vysloužilců na hřbitově, sloužil opat Bruno Čtvrtečka,
- dne 2. června 1889 - svěcení praporu „Dělnické vzdělávací jednoty Budislav",
- dne 23. srpna 1908 - svěcení praporu „Spolku katolických tovaryšů Vlastimil".[7]

## Popis
Na třech kamenných stupních stojí čtyřhranný podstavec. Na jeho čelní (východní) straně je znak broumovského kláštera s nápisem:
O: AB:
17 07

(Othmar, Abbas Braunensis 1707). Na levé (jižní) straně podstavce je nápis:
GLORIAE MATRIS DOLOROSAE STATVA ERECTA EST

 (Překlad: Socha vztyčena k slávě Matky Bolestné; Chronogram = 1707). Na pravé (severní) straně stojí:
O Maria, Swau Bolest a Sina tweho wtiskniž ni do Srdcze mého, dey nám zded spolu želeti, w nebi s Tebau se tiessiti.

Na zadní (západní) straně pak stojí:
O Maria, Dein und Deines Sohnes Schmerzen Drucke tieff in Herzen, Zur Gessellschaft hier im Leid dorten in der Himmels Freud.

Podstavec je kryt římsou, která má v rozích kovové konzoly, na kterých byly zavěšeny svítilny ve tvaru srdce.
Na podstavci stojí dva sáhy (3,8 metru) vysoký dřík, jehož povrch je ovinut růžovým šlahounem, do kterého jsou zapleteny symboly Kristova utrpení. Na vrcholu dříku je barokně-korintská hlavice a na ní socha Panny Marie Bolestné. Na hlavě má zlatou korunu a do srdce zabodnut zlatý meč.
Okolo sloupu byla původně kamenná balustráda na dvou kamenných stupních, ta byla při opravě sloupu v roce 1867 nahrazena čtyřmi kamennými sloupky spojenými kovovými řetězy. V roce 1901 byly řetězy nahrazeny oplocením z drátěného pletiva. To je ještě zobrazena na fotografii v Cechnerově Soupisu památek. Ten vyšel v roce 1930, ale fotografie je pravděpodobně ještě z doby před rokem 1914.

### Galerie

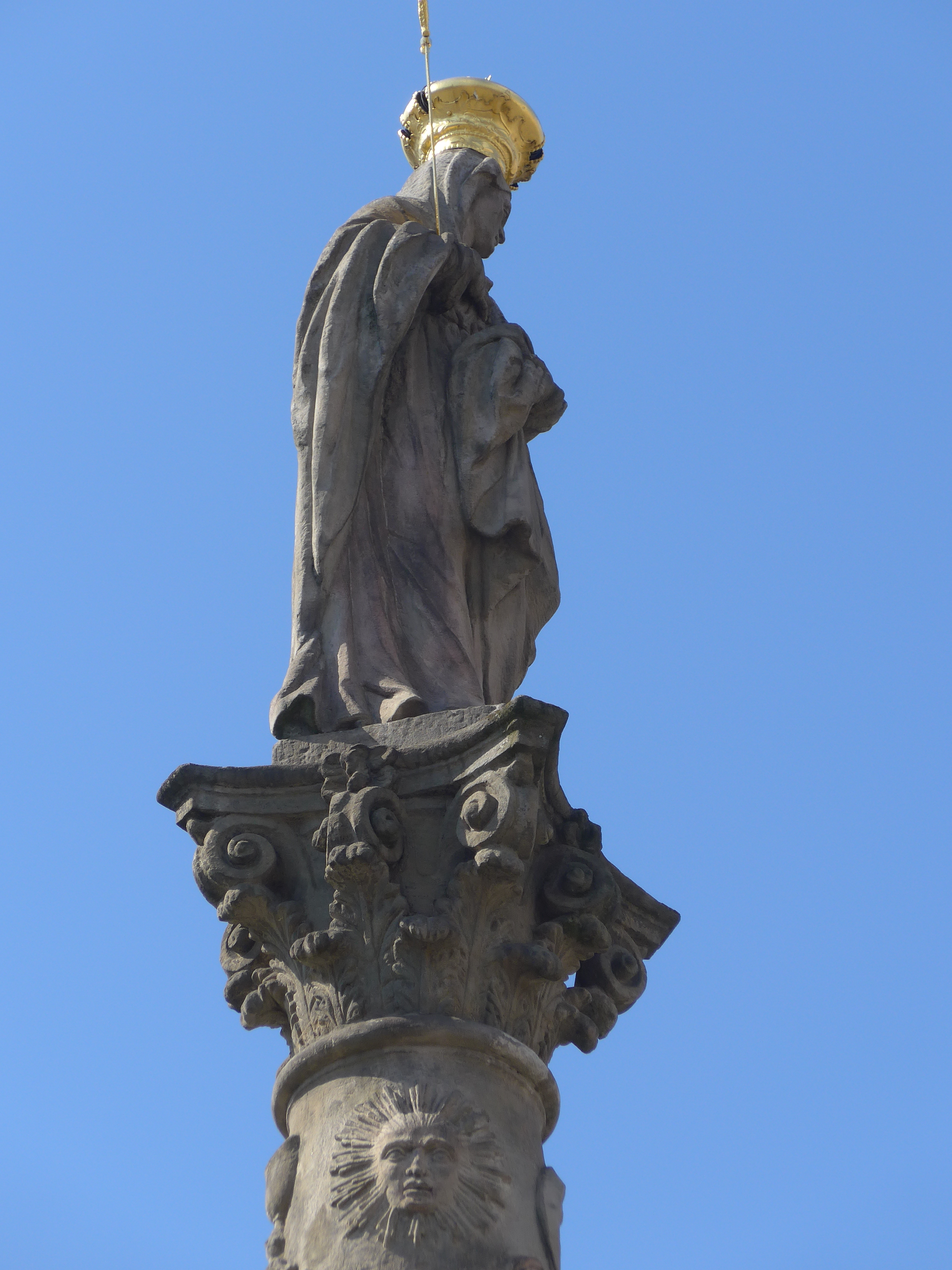
Socha Panny Marie Bolestné na vrcholu sloupu.
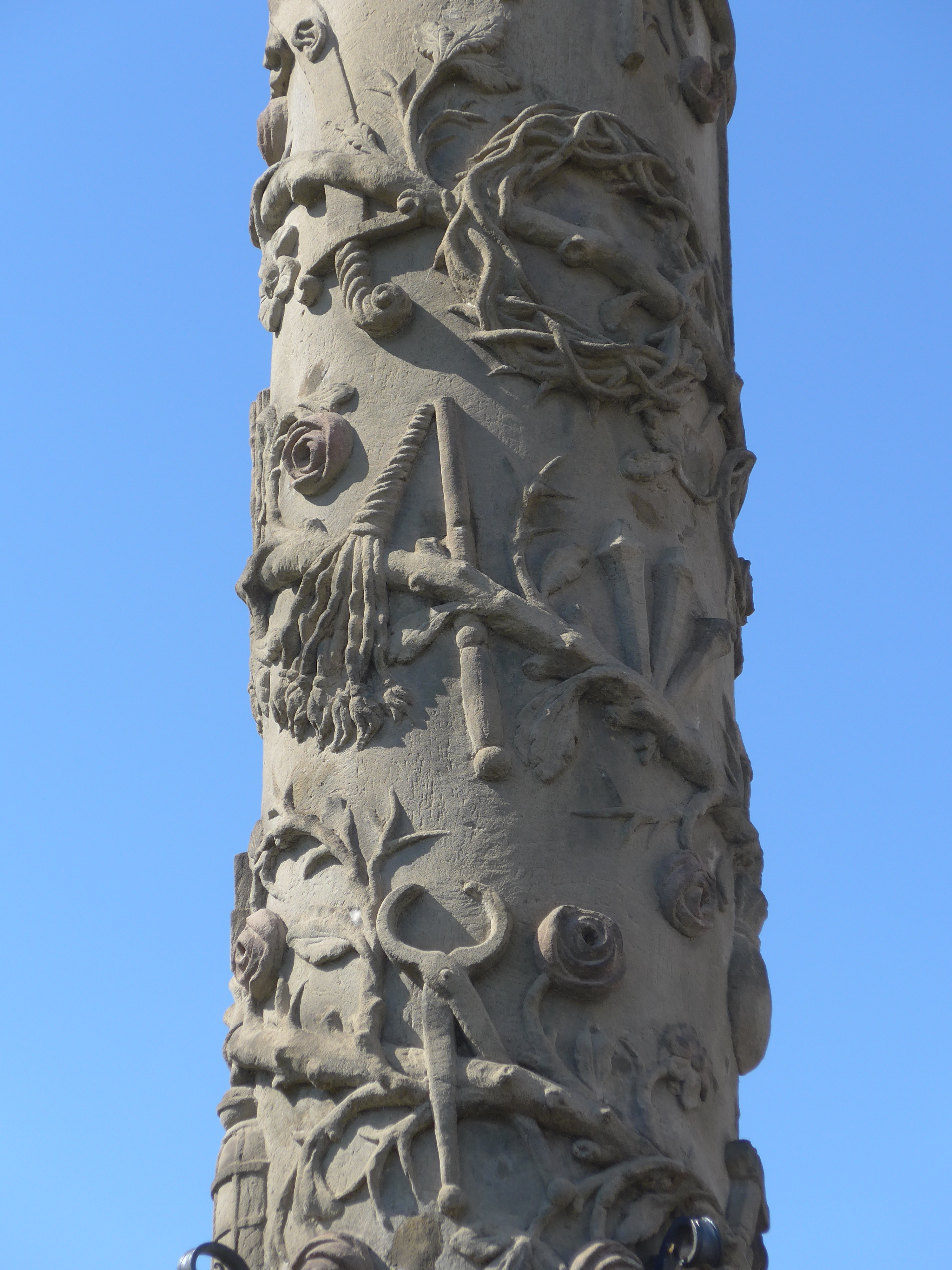
Detail výzdoby dříku.